# Olecranonfractuur
Een olecranonfractuur is een botbreuk van de ellepijp (ulna) in de elleboog. Het olecranon, het proximaalste (dichtst bij de schouder) deel van de ellepijp, is dan gebroken. Deze fractuur wordt veroorzaakt door een rechtstreekse slag  op het olecranon.  Door tractie van de musculus triceps brachii wordt dat botdeel weggetrokken, zodat er distractie ontstaat (delocatio ad longitudinem cum distractione). Bij onderzoek valt op dat de arm niet actief tegen de  zwaartekracht gestrekt kan worden. De opening tussen olecranon en ulna kan gepalpeerd worden, met drukpijn tot gevolg.
Behandeling is altijd operatief: de botdelen worden met osteosynthesemateriaal (platen, pennen, schroeven en/of draden) aan elkaar vastgemaakt. Door middel van een tensionband wordt het gewricht hersteld, waarna er direct kan worden geoefend (oefenstabiele osteosynthese).